# اسفند ۱۳۸۴
1. یوتی‌سی کنونی   ۰۷:۲۲

## دوشنبه: ‎۳۰ اسفند۱۳۸۴(۲۰ مارس۲۰۰۶)
- ناآرامی در فرانسه

تظاهرکنندگان فرانسوی دربارهٔ اعتصاب سراسری به دولت اولتیماتوم دادند. 
- واکنش رئیس‌جمهور عراق به مذاکرات ایران و آمریکا

جلال طالبانی از انجام گفتگو میان ایران و آمریکا دربارهٔ عراق حمایت کرد. 

## یکشنبه: ‎۲۹ اسفند۱۳۸۴(۱۹ مارس۲۰۰۶)
- ناآرامی در بازار بورس تهران

شاخص کل بورس تهران طی روزهای شنبه و یکشنبه پس از بازگشایی نماد ۶۹ شرکت بیش از ۳۶۰ واحد سقوط کرد.   

## شنبه: ‎۲۸ اسفند۱۳۸۴(۱۸ مارس۲۰۰۶)
- آزادی زندانی سیاسی در ایران

اکبر گنجی آزاد شد. .

## پنج‌شنبه: ‎۲۶ اسفند۱۳۸۴(۱۶ مارس۲۰۰۶)
- خشونت در سیستان و بلوچستان

مهاجمان مسلح در جاده زاهدان-زابل دست کم ۲۱ نفر را کشتند. 

## دوشنبه: ‎۱۳ اسفند۱۳۸۴(۳ مارس۲۰۰۶)
- تکمیل ساخت ایستگاه فضایی بین‌المللی

رئیس آژانس فضایی آمریکا، ناسا، تأیید کرده‌است که روند احداث ایستگاه بین‌المللی فضایی (ISS) تا پایان دههٔ جاری میلادی تکمیل خواهد شد. 
- اراکل نرم‌افزار جستجوی سازمانی ارائه کرد

شرکت اوراکل با ارائهٔ نرم‌افزار «جستجوی امن سازمانی 10g» به بازار جتسجوی اطلاعات رایانه‌ای وارد شد. 

## دوشنبه: ‎۹ اسفند۱۳۸۴(۲۷ فوریه۲۰۰۶)
- بمب‌گذاری در خوزستان

ساختمان‌های فرمانداری‌های آبادان و دزفول در اثر بمب‌گذاری آسیب دیدند. 

## چهارشنبه: ‎۴ اسفند۱۳۸۴(۲۲ فوریه۲۰۰۶)
- بمب‌گذاری در مدفن امامان شیعه

بخشی از ساختمان مدفن امامان نقی و عسکری در سامره عراق بر اثر بمب‌گذاری تخریب شد. 